# Childebert I
Childebert I (ur. 496 w Reims – zm. 13 grudnia 558) – władca Franków z dynastii Merowingów, jeden z czterech synów Chlodwiga I oraz św. Klotyldy, który podzielił się królestwem Franków po śmierci ojca w 511.
Childebert otrzymał w swej dzielnicy miasto Paryż, kraj rozległy na północ do rzeki Sommy, a na zachód do kanału La Manche i do Armoryki (dzisiejsza Bretania). Jego bracia rządzili w innych częściach byłego królestwa: Teuderyk I w Metz, Chlodomer w Orleanie, a Chlotar I w Neustrii.
W 523 rozpoczął wojnę z królem Burgundii, Godomarem. W bitwie pod Verezonce zginął brat Childeberta, Chlodomer. W 524, po zamordowaniu dzieci Chlodomera przez Chlotara, Childebert zajął miasta Chartres i Orlean.
W późniejszych latach podejmował różne wyprawy przeciw królestwu Burgundii. W 532 oblegał Autun, a w 534 zdobył część królestwa z miastami Mâcon, Genewą i Lyonem. Kiedy Frankowie objęli Prowansję jako schedę po królu Ostrogotów, Witigesie, miasta Arles oraz Marsylia zostały zagwarantowane dla Childeberta przez swoich braci. Aneksja Prowansji została zakończona, z pomocą Chlotara, zimą z roku 536 na 537.
W 531 otrzymał apel od swej siostry Klotyldy, żony króla Wizygotów, Amalaryka. Chrotylda uważała, że ariański król poniżał ją, katoliczkę. Childebert wyruszył z armią i pokonał gockiego króla, zabijając go w bitwie. Chrotylda umarła podczas powrotu do Paryża z niewyjaśnionych przyczyn.
Childebert podejmował później kolejne wyprawy przeciw Wizygotom. W 542 zajął Pampelunę oraz oblegał Saragossę, jednak jego siły zostały zmuszone do wycofania się. Z wyprawy przywiózł do Paryża cenną relikwię, tunikę św. Wincentego, której sława przyczyniła się do wybudowania w bramach Paryża słynnego klasztoru św. Wincentego, znanego później jako St-Germain-des-Prés.
Zmarł 13 grudnia 558, został pochowany w opactwie, które sam ufundował, gdzie jego grób został odkryty w XIX wieku. Pozostawił po sobie żonę Ultragothę i dwie córki Chrodesindis i Chrodobergę. Childebert I był aktywnym monarchą. Rozszerzył granice swych ziem w większej ilości wojen z sąsiadami niż każdy z jego braci: walczył w Burgundii, w Hiszpanii, Prowansji i w wielu miejscach dawnej Galii. Grzegorz z Tours, współczesny mu historyk, włożył w jego usta słowa: Velim unquam Arvernam Lemanem quae tantae jocunditatis gratia refulgere dicitur, oculis cernere. Childbert był także jednym z najbardziej religijnych synów Chlodwiga, współpracował ze swymi braćmi, uratował swą siostrę, a także ufundował opactwo św. Wincentego jako miejsce spoczynku relikwii świętego.
Ziemie Childeberta, po jego śmierci, zostały przejęte przez Chlotara, który w ten sposób został jedynym królem Franków.